# Nasiba Gasanova
Nasiba Bachruz kyzy Gasanova (in russo Насиба Бахруз кызы Гасанова?; in azero Nəsibə Bəhruz qızı Həsənova; Tjumen', 15 dicembre 1994) è una calciatrice russa, centrocampista offensivo del Rostov e della nazionale russa.

## Carriera

### Club
Nata a Tjumen', iniziò a giocare a calcio all'età di tredici anni. Nei primi anni si è dedicata prevalentemente al calcio a 5, militando nella sezione femminile della squadra della sua città, il MFK Tjumen', e giocando come difensore. Dal 2016 gioca come centrocampista offensivo nel Kubanočka, tornato nello stesso anno nella Vysšij Divizion, la massima serie del campionato russo. Rimane legata alla società di Krasnodar per tre stagioni, siglando 10 reti su 60 presenze in Vysšij Divizion e raggiungendo come miglior risultato il terzo posto nel campionato 2019.
L'anno seguente è tra le calciatrici che, dopo l'inaspettata dissoluzione della squadra si trasferisce al nuovo club cittadino, il Krasnodar, iscritto alla Superliga, nuova denominazione del primo livello del campionato femminile russo, condividendo con le compagne una stagione nella parte centrale della classifica e concludendo al sesto posto il campionato 2020, frutto di 3 vittorie, 5 pareggi e 6 sconfitte.
Per la stagione 2021 si trasferisce al Rostov, una delle due società che si aggiungono al campionato 2021 portato da 8 a 10 squadre.

### Nazionale
Nell'agosto 2012 esordì con la maglia della nazionale russa under-19 in una partita amichevole contro la Finlandia. Sempre nel 2012 disputò anche una gara con la nazionale russa di calcio a 5. L'8 giugno 2017 fece il suo esordio con la nazionale maggiore di calcio a 11 in una partita amichevole contro la Serbia, vinta per 5-2, in cui Nasiba Gasanova entrò in campo sul finale della partita sostituendo Elena Danilova. Venne, in seguito, convocata dalla selezionatrice Elena Fomina per fare parte della squadra partecipante al campionato europeo 2017. Nell'amichevole di preparazione al campionato europeo contro la Croazia è stata schierata titolare per la prima volta.